# Alexander Oswald Brodie

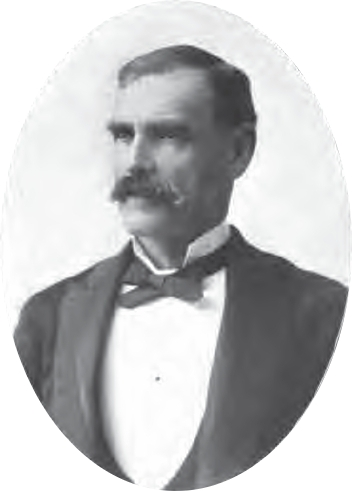
Alexander Oswald Brodie

Alexander Oswald Brodie (* 12. November 1849 bei Edwards, St. Lawrence County, New York; † 10. Mai 1918 bei Heddonfield, New Jersey) war ein US-amerikanischer Politiker (Republikanische Partei), der von 1902 bis 1905 als Gouverneur des Arizona-Territoriums amtierte.
Brodie entschied sich schon früh für eine militärische Offizierslaufbahn. Deswegen besuchte er die US-Militärakademie in West Point, wo er 1870 graduierte. Vor dem Spanisch-Amerikanischen Krieg wurde er zum Senior Regimental Officer mit dem Dienstgrad eines Majors in der regulären Armee ernannt.
Während des Kriegs diente er im 1. US-Freiwilligen-Kavallerieregiment (den Rough Riders) mit Colonel Theodore Roosevelt. Brodie stand in der Kommandostruktur des Regiments an der dritten Stelle. Regimentsführer war Colonel (Doctor-Surgeon) Leonard Wood, Teddy Roosevelt war sein Stellvertreter. Brodie führte eine von zwei Schwadronen. Bei dem sogenannten Splendid Little War wurde sein rechter Arm zertrümmert. Als Folge dieser Kampfhandlung wurde er für seinen Heldenmut zum Lieutenant Colonel befördert.
Er verbrachte 20 Jahre in Prescott, wo er eine große Mine besaß, bevor der Spanisch-Amerikanische Krieg ausbrach. Nach dem Krieg wurde er am 1. Juli 1902 zum Gouverneur des Arizona-Territoriums ernannt, ein Amt, das er bis zum 15. Februar 1905 innehatte. Ferner kandidierte er sofort nach dem Krieg 1898 für einen Delegiertensitz im US-Kongress.
Nach seinem Tod 1918 wurde er auf dem Nationalfriedhof Arlington in Sektion 3 beigesetzt. Seine Ehefrau Mary L. H. Brodie (1864–1957) wurde dann später neben ihm beigesetzt.